# Елоїз Сміт
Елоїз Валента́йн Сміт (англ. Eloise Valentine Smyth; 3 березня 1995, Іслінґтон, Великий Лондон, Велика Британія) — британська кіноакторка та модель. Найбільше відома другорядною роллю Флори в телесеріалі «Хроніки Франкенштейна» (англ. The Frankenstein Chronicles) та головною роллю Люсі Веллс у телесеріалі «Блудниці» (англ. Harlots). Донька англійського музиканта Катала Сміта.
Лауреатка премії Ліверпульського міжнародного кінофестивалю за найкращу жіночу роль у короткометражному фільмі Cyn.

## Біографія
Елоїз Валентайн Сміт народилася 3 березня 1995 року в Іслінґтоні, північному районі Великого Лондону у сім'ї англійського музиканта Катала Сміта і Джоанни Браун.
Акторську кар'єру почала у 2012, у 16 років, з британської кримінальної драми «Несприятливі квартали» (англ. Ill Manors), де знялася разом з Різом Ахмедом й Едом Скрейном. У 2013 році Сміт отримала першу головну роль, зігравши роль Джесс у короткометражному фільмі Джейн Лінфут «Вид на море» (англ. Sea View), знятому для Sigma Films та Британського інституту кінематографії. Короткометражка отримала успіх і була номінована на премію BAFTA як найкращий короткометражний фільм у 2013 році. Того ж року фільм було відзначено як «найкращий британський короткометражний фільм» на міжнародному кінофестивалі у Лідсі. Тоді ж Елоїз знялася у кліпі британського репера Example на пісню One More Day (Stay with Me).
2015 року, у 20-річному віці, Сміт отримала постійну другорядну роль Флори в телевізійному серіалі «Хроніки Франкенштейна» (англ. The Frankenstein Chronicles), де зіграла разом із Шоном Біном 9 епізодів. У 2017 році Сміт зіграла Єву Поднікову у дев'яти епізодах другого сезону містичного горор-серіалу «Фортітьюд» (англ. Fortitude) телеканалу Sky Atlantic.
Невдовзі акторка отримала головну роль у 24-серійному серіалі «Блудниці» (англ. Harlots) про життя повій у Лондоні XVIII століття. Разом з нею в головних ролях зіграли британські акторки Саманта Мортон і Джессіка Браун Фіндлей. У серіалі Елоїз грала роль підлітки Люсі Веллс, що стає куртизанкою, молодшої дочки Маргарет (у виконанні Мортон) і молодшої сестри Шарлотти (Браун Фіндлей) — повійДжорджианської ери.
У 2019 році Елоїз Сміт знялася для британського жіночого модного журналу Make Magazine (2019 рік, випуск № 11).
Після кількох успішних ролей на телебаченні акторку почали запрошувати у повнометражне кіно. Зокрема, після пандемії, 2021 року Сміт виконала головну роль Акае у науково-фантастичному фільмі «Я — смертний» (англ. I Am Mortal).. Того ж року Сміт зіграла разом з Джонатаном Ріс-Маєрсом і Люком Клейнтанком в американсько-латвійській стрічці «Ідеальне вбивство» (англ. The Good Neighbor) режисера Стефана Ріка, в якому її героїня Ванесса починає романтичні стосунки з убивцею своєї сестри.

## Фільмографія
| Рік       |    | Українська назва                      | Оригінальна назва               | Роль                                                                |
| --------- | -- | ------------------------------------- | ------------------------------- | ------------------------------------------------------------------- |
| 2012      | ф  | Несприятливі квартали                 | Ill Manors                      | Джоді (англ. Jody)                                                  |
| 2012      | с  | Полювання                             | Hunted                          | Епізод «Снігуронька» (англ. Snow Maiden). Дівчина-підліток          |
| 2012      | ф  | Незаймані, бережіться!                | Love Bite                       | Тіффані (англ. Tiffany)                                             |
| 2013      | с  | Злочинне життя                        | Life of Crime                   | Епізод № 1. Емі Рід (англ. Amy Reid)                                |
| 2013      | кф | Вид на море                           | Sea View                        | Джесс (англ. Jess)                                                  |
| 2015      | с  | Хроніки Франкенштейна                 | The Frankenstein Chronicles     | 9 серій. Флора (англ. Flora)                                        |
| 2016      | ф  | Як розмовляти з дівчатами на вечірках | How to Talk to Girls at Parties | Севідж Сью (англ. Savage Sue)                                       |
| 2017      | с  | Фортітьюд                             | Fortitude                       | 9 серій. Єва Подникова (англ. Yeva Podnikov)                        |
| 2017—2019 | с  | Блудниці                              | Harlots                         | 24 серії. Люсі Веллс (англ. Lucy Wells)                             |
| 2020      | кф | Кінець                                | Ending                          | Еліс (англ. Alice)                                                  |
| 2021      | кф |                                       | Cyn                             | англ. Cyn                                                           |
| 2021      | ф  | Я – смертний                          | I Am Mortal                     | Акае (англ. Akae)                                                   |
| 2022      | ф  | Ідеальне вбивство                     | The Good Neighbor               | Ванесса (англ. Vanessa)                                             |
|           | ф  | Сіра речовина                         | Grey Matter                     | Хлоя (англ. Chloe) — Постпродукція                                  |
|           | ф  | Коли закінчуються гроші               | When the Money Runs Out         | Проєкт фільму оголошено, у виробництві                              |
|           | с  | Франклін                              | Franklin                        | Тереза (англ. Teresa) — Проєкт мінісеріалу оголошено, у виробництві |

## Нагороди та номінації
| Рік  | Конкурс                                  | Номінація                                    | Фільм                          | Результат | Прим. |
| ---- | ---------------------------------------- | -------------------------------------------- | ------------------------------ | --------- | ----- |
| 2013 | Премія BAFTA                             | Найкращий короткометражний фільм             | «Вид на море» (англ. Sea View) | Номінація | [ 6 ] |
| 2013 | Міжнародний кінофестиваль у Лідсі        | Найкращий британський короткометражний фільм | «Вид на море» (англ. Sea View) | Перемога  | [ 7 ] |
| 2022 | Ліверпульський міжнародний кінофестиваль | Найкраща жіноча роль                         | Cyn                            | Перемога  | [ 1 ] |

## Особисте життя
Батьки Елоїз Сміт: Джоанна Браун і музикант Катал Джозеф Сміт, більше відомий як Chas Smash, колишній член ска-гурту Madness. Елоїз — молодша донька пари, має двох старших братів: Каспера та Майло. Батьки у 2005 році розлучилися після понад 25-річного шлюбу. Після розриву батько переїхав, деякий час мешкав на Ібіці, мав наркозалежність.